# Matsudo
Matsudo (jap. 松戸市 Matsudo-shi) – miasto w Japonii, na wyspie Honsiu (Honshū), w północno-zachodniej części prefektury Chiba, nad rzeką Edo. Ma powierzchnię 61,38 km². W 2020 r. mieszkały w nim 498 293 osoby, w 230 650 gospodarstwach domowych  (w 2010 r. 484 639 osób, w 209 542 gospodarstwach domowych). 

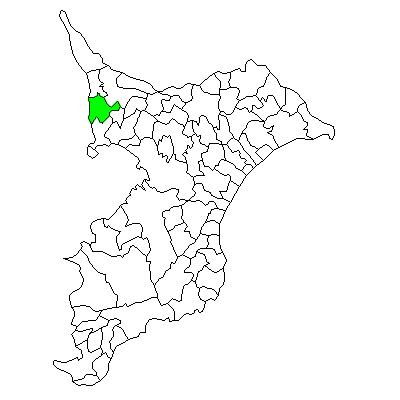
Miasto na mapie prefektury

Matsudo utworzono w 1943 roku poprzez połączenie trzech mniejszych jednostek administracyjnych.
W mieście rozwinął się przemysł metalowy, maszynowy oraz elektroniczny.